# Coxiella burnetii
Coxiella burnetii je obvezno znotrajcelična gramnegativna bakterija iz rodu Coxiella, ki povzroča bolezensko stanje imenovano mrzlica Q. Bakterijo so nekoč uvrščali v skupino sorodnih patogenov iz rodu rikecij (Rickettsia), vendar so bakteriologi kasneje ugotovili, da se Coxiella burnetii od omenjenih bakterij razlikuje v vsaj dveh pomembnih lastnostih. V primerjavi z rikecijami so bakterije iz rodu Coxiella veliko odpornejše proti zunanjim vplivom, za prenos na ljudi pa ne potrebujejo prenašalca.  

## Širjenje
Bakterija se širi in prenaša predvsem z okuženimi aerosoli, saj lahko tvori sporam podobne oblike, ki ji omogočajo razmeroma dolgo preživetje v zunajceličnem okolju. Njen krog poteka med členonožci in različnimi vretenčarji (domače živali), ki igrajo vlogo naravnega gostitelja. Domače živali (najpogosteje ovce) precej redko razvijejo klinične znake, vendar kljub temu še dolgo po okužbi izločajo bakterije v okolje. Človek se najpogosteje okuži z vdihavanjem okuženih aerosolov, možen pa je tudi prenos preko volne, sena in okuženega mleka. Okužbi s Coxiello burnetii so najbolj podvrženi ljudje, ki se poklicno ukvarjajo z vzrejo živali.

## Simptomi
Mrzlica Q, tudi vročica Q, je vročinsko bolezensko stanje, ki na prvi pogled spominja na gripo, atipično pljučnico ali hepatitis. Akutna okužba je navadno samoomejujoča in mine v slabih dveh tednih. V primeru zapletov v obliki sekundarne pljučnice mora bolnik jemati ustrezno antibiotično terapijo. C. burnetii lahko pri imunokompromitiranih bolnikih več let po akutni okužbi povzroči kronično infekcijo, ki se ponavadi kaže kot endokarditis, osteomielitis ali intersticijska pljučna fibroza in redkeje kot nejasna vročinska bolezen.

## Okužbe sC. burnetiiv Sloveniji
V Sloveniji letno zabeležimo 1–5 primerov okužbe. V skladu z zakonodajo je treba morebitne primere mrzlice Q obvezno prijaviti Nacionalnemu laboratoriju za zdravje, okolje in hrano. Eden zadnjih večjih izbruhov bolezni sega v leto 2007, ko je v Centru za sonaravno rekultivacijo na Vremščici prišlo do okužbe pri 33 dijakih in dveh učiteljih, ki so se okužili med praktičnim poukom na ovčji farmi.